# Pa ¡Por mis hijos lo que sea!
Pa ¡Por mis hijos lo que sea! es una película dramática colombiana de 2015 dirigida y escrita por Harold Trompetero y protagonizada por Julio César Herrera, Noelle Schonwald, Juan Sebastián Parada, Grace David, Julián Orrego y Omar Murillo. Trompetero ha declarado que se basó en la historia de su propio padre para escribir el guion de la película.

## Sinopsis
Enrique es un exitoso ejecutivo que sueña con ascender en su empresa. Tras aplicar para un alto cargo en la ciudad de Lima, Enrique descubre que por motivos de salud no puede aceptar el cargo y termina quedándose sin trabajo. Su familia, acostumbrada a las comodidades del dinero, empieza a ver como cada proyecto laboral de Enrique se va a pique, poniendo en peligro su estabilidad económica. Su esposa empieza a notar extraños comportamientos en Enrique, llegando a pensar que su marido le está siendo infiel y que está consumiendo drogas. Pero el hombre de negocios esconde una terrible situación que cambiará la historia de su familia para siempre.

## Reparto
- Julio César Herrera - Enrique Obando
- Noelle Schonwald - Luz MCalister
- Juan Sebastián Parada - Diego
- Grace David - Melisa
- Julián Orrego - Pacho
- Omar Murillo - John
- Juan Carlos Campuzano - Doctor lopez